# 耶律湛
耶律湛，契丹族，耶律氏，金朝中期将领。
完颜亮在位时，耶律湛担任左将军（一作左卫将军）。正隆元年（1156年）十一月，出任贺宋正旦使，出使南宋。当时各地爆发反金起义，以反抗完颜亮大肆征敛。正隆六年（1161年）八月，金朝南京路单州（今山东单县）杜奎起兵，据城反金。耶律湛受命征讨，与右骑副都指挥使大磐将杜奎起事镇压。